# Odah Marshall
Odah Onoriode Marshall (14 aprile 1992) è un calciatore nigeriano, attaccante del Malkiya.

## Carriera
In carriera ha giocato 9 partite nelle coppe africane, di cui 4 per la CAF Confederation Cup e 5 per la CAF Champions League.

## Palmarès

### Club

#### Competizioni nazionali
- Campionato nigeriano: 1

Enugu Rangers: 2016